# Juana Díaz Ferrer
Juana Díaz Ferrer (Monforte de Lemos, 1870, fecha y lugar de fallecimiento desconocidos) fue una figura destacada en la historia de la masonería en Galicia, reconocida como la primera mujer gallega en ingresar a una logia masónica. Con el nombre simbólico de Mariana, se unió a la logia Valle Hermoso nº 77 a una edad 21 años, en un ámbito tradicionalmente reservado a hombres.

## Trayectoria
Juana Díaz Ferrer nació en el seno de una familia profundamente ligada a la masonería. Su padre, Antonio Díaz Prado, fue un masón célebre en Galicia, clave para la difusión de la orden en la comarca de Lemos. Este entorno familiar allanó el camino para su ingreso en la Logia Valle Hermoso nº 77, en 1891, con 21 años de edad y el pseudónimo de Mariana, convirtiéndose en la primera mujer de la que se tiene constancia documental en incorporarse a una logia en España. Su iniciación en 1891 se produjo dos años antes de la fundación en Francia de Le Droit Humain (El Derecho Humano) en 1893, considerada teóricamente la primera obediencia masónica mixta del mundo.
Su primer cargo en la Logia Velle Hermoso nº 77 fue como Obrera. Llegó a alcanzar el 9º grado del Rito Escocés Antiguo y Aceptrado y fue también nombrada Segunda Vigilante y Limosnera de la Gran Logia Provincial nº 19, un cargo de gran responsabilidad y honor dentro de la jerarquía de una logia.También estuvo afiliada a la Logia Unión nº 98.